# Yupian
Le Yupian (chinois : 玉篇 ; pinyin : Yùpiān ; Wade-Giles : Yü-p'ien ; « chapitres de jade ») est un dictionnaire de chinois édité vers 543 par Gu Yewang (顧野王; Ku Yeh-wang, 519-581) durant la dynastie Liang. Il organise 12 158 entrées de caractères sous 542 radicaux qui diffèrent quelque peu de l'original de 540 dans le Shuowen Jiezi. Chaque entrée de caractère donne une esquisse de prononciation fanqie ainsi qu'une définition avec des annotations occasionnelles.

Baxter décrit ainsi l'histoire textuelle : 

« Le Yùpiān original est un important et peu pratique ouvrage de trente  juàn [volumes, fascicules] dont divers révisions et raccourcissements faits durant les dynasties Táng et Sòng modifient souvent les graphies fănqiè. De la version originale ne subsistent que des fragments (environ deux mille entrées sur un total initial de 16.917 signalés) et la version actuellement disponible du Yùpiān n'est pas un guide fiable pour la phonologie chinoise du début de la période moyenne. (1992, 40-41). »

En 760, durant la dynastie Tang, Sun Jiang (孫強 ; Sun Chiang) compile une édition du Yupian, dont il note qu'elle possède un total de 51 129 mots, moins d'un tiers que les 158 641 de l'original. En 1013, durant la dynastie Song, le lettré Chen Pengnian (陳彭年 ; Ch'en P'eng-nien) publie une édition révisée Daguang yihui Yupian (大廣益會玉篇 ; « chapitres de jade développés et agrandis »). En 806, le moine japonais Kūkai rapporte de Chine un exemplaire du Yupian et le modifie dans son Tenrei Banshō Meigi qui est le plus ancien dictionnaire japonais existant (vers 830).

### Sources
- William H. Baxter, A Handbook of Old Chinese Phonology, Berlin, Mouton de Gruyter, 1992  (ISBN 3-11-012324-X).